# The Rotten Core
"The Rotten Core" é o décimo quarto episódio da décima primeira temporada da série de televisão de terror pós-apocalíptico The Walking Dead. O episódio foi escrito por Jim Barnes e Erik Mountain, e dirigido por Marcus Stokes.
No episódio, Maggie (Lauren Cohan), Lydia (Cassady McClincy) e Elijah (Okea Eme-Akwari) ajudam Aaron (Ross Marquand) e Gabriel (Seth Gilliam) em uma missão de resgate. No caos, Negan (Jeffrey Dean Morgan) se vê cuidando de Hershel (Kien Michael Spiller). Sebastian (Teo Rapp-Olsson) coage Daryl (Norman Reedus) e Rosita (Christian Serratos) a fazer um assalto.
O episódio recebeu críticas muito positivas da crítica.

## Enredo
Com sua mãe cortando sua linha de crédito, Sebastian (Teo Rapp-Olsson) força Daryl (Norman Reedus) e Rosita (Christian Serratos) a conseguir uma quantia em dinheiro de uma casa infestada de zumbis. A dupla recupera o dinheiro e tenta ajudar April (Wynn Everett), uma mulher que anteriormente foi forçada por Sebastian a tentar realizar a tarefa ao lado de muitas outras que morreram na tentativa; Mercer (Michael James Shaw) e Carol (Melissa McBride) vêm em seu auxílio, mas April é morta por zumbis. Mercer mata dois soldados da Commonwealth que eram leais a Sebastian e faz Daryl e Rosita entregar o dinheiro, temendo retribuição se não o fizerem. 
No complexo, o grupo une forças com Negan (Jeffrey Dean Morgan), Annie (Medina Senghore) e os sobreviventes do complexo e descobre que Negan se casou com Annie e está esperando um filho com ela. Escondido na carrinha de Maggie, Hershel (Kien Michael Spiller) é resgatado por Negan e o força a confessar o assassinato de Glenn, e quase o mata antes de ser convencido. O grupo encurrala e mata Carlson (Jason Butler Harner), e é revelado que Leah (Lynn Collins) foi quem invadiu a caravana e roubou as armas da Commonwealth.

## Recepção

### Crítica
The Rotten Core recebeu críticas muito positivas. No Rotten Tomatoes, o episódio teve uma taxa de aprovação de 100%, com uma pontuação média de 8.40 de 10, com base em 6 avaliações.

### Audiência
O episódio teve um total de 1.55 milhões de espectadores em sua exibição original na AMC na faixa de 18-49 anos de idade. Apresenta diminuição de 0.24 pontos de audiência em relação ao episódio anterior.